# Plunket Point
Il Plunket Point  è un imponente picco roccioso situato alla confluenza tra il Ghiacciaio Beardmore e il Ghiacciaio Mill, e che delimita l'estremità settentrionale del Dominion Range, catena montuosa che fa parte dei Monti della Regina Maud, in Antartide. 
Fu scoperto dalla Spedizione Nimrod (British Antarctic Expedition, 1907–09) guidata dall'esploratore polare britannico Ernest Shackleton.
La denominazione è stata assegnata in onore di William Plunket, V barone Plunket (1864-1920), Governatore della Nuova Zelanda all'epoca della spedizione.